# ردول، هرتفوردشر
ردول (به انگلیسی: Radwell) یک محله مدنی و روستا در بریتانیا است که در North Hertfordshire واقع شده‌است. ردول ۱۰۶ نفر جمعیت دارد.